# Guerra de patentes
La guerra de patentes consistió en una disputa entre varias grandes compañías y pequeños empresarios por hacerse con el control de explotación del monopolio del cine a nivel internacional. Tuvo lugar al inicio del siglo XX, concretamente en 1908. Dicha discusión consistió en la lucha contra el monopolio del mercado cinematográfico que impuso Thomas Edison, que quería poseer todo el control de la industria cinematográfica emergente. Los autores independientes se negaban a pagar las tarifas de las licencias de uso de las cámaras, de la película virgen y de los proyectores. Como reacción a este trust surgió la entidad General Film Company y trasladaron los estudios al Oeste, donde acabaría naciendo Hollywood.

## Antecedentes
En 1896, el quinetoscopio de Edison continuaría reportando importantes beneficios de su explotación. Sin embargo, ante la presión por los logros de sus competidores, decide lanzar un nuevo aparato de proyección: el vitascopio. Este aparato fue desarrollado por Thomas Armat.
Ese mismo año, fue presentado en Nueva York el cinematógrafo de los Lumière. Por lo que, a partir de entonces tanto el extendido quinetoscopio como el recién lanzado vitascopio tendrían que competir con el cinematógrafo. Además, las películas de Edison también competirían con la de los Lumière. Sería la compañía francesa la que adquiría una gran ventaja respecto a la compañía de Edison, ya que esta última no tendría grandes dificultades para competir con el catálogo y la versatilidad del proyector Lumière. Esto sería por poco tiempo, en 1897, un año después,  se aprobarían importantes leyes proteccionistas que terminarían de expulsar del mercado norteamericano a los representantes de la compañía francesa.

## Guerra de patentes
Desde que en 1897 se cerrara la concesión norteamericana de los Lumière tuvieron lugar una serie de conflictos entre distintas empresas por el control de la explotación del monopolio del cine a nivel internacional. 
Esto llegaría a su final en 1908, cuando la compañía de Edison tras numerosos procesos judiciales y la fusión de varias empresas como su Edison Film Manufacturing Company, la Biograph Company, Vitagraph, la Motion Picture Patents,entre otras, decidieron poner fin a esta "guerra" y unir sus intereses para dominar y monopolizar el mercado. Nace así el primer trust de la historia de la industria cinematográfica, llamado Motion Picture Patents Company.
De este modo, si los productores, distribuidores y exhibidores no pagaban la licencia antes del año 1909 serían declarados ilegales. Aun así, no todos pagaron. Los conocidos como “independientes” fueron un movimiento que se rebeló contra el trust, evadiendo los pagos y rodando películas de bajo presupuesto con película virgen importada por vías alternativas, entre ellas el mercado negro. Así pues, los independientes empezaron a crear su propio mercado.
Como medio para combatir a los independientes, que empezaban a ganar popularidad, surgió la entidad General Film Company. Esta se dedicó a confiscar todos los equipos que habían sido utilizados sin licencia, a retirar el aprovisionamiento de las salas de cine que exhibían sus películas y a monopolizar la distribución, adquiriendo toda la producción de los EE.UU. Así empezó la Guerra de las patentes, en la cual las pequeñas compañías independientes intentaban luchar contra el trust.

## Los independientes
El 1908, a manos de Carl Laemmle, se creó la compañía Laemmle Film Service, que se dedicaba a importar películas europeas. Como consecuencia, otros productores se acabaron animando y dieron lugar al nacimiento de un grupo de oposición denominado IMP (Independiente Motion Picture), el cual era liderado por el mismo Laemmle. Esta compañía sería el origen de Universal Studios.
Entre los independientes destaca la figura de William Fox, un productor emergente que denunció el trust. Con esta denuncia consiguió que finalmente el Tribunal Supremo lo declarara ilegal en 1915.
Otros empresarios cinematográficos empezaron también a importar películas europeas y a adquirir diferentes salas. Entre los más importantes destacan: A. Zukor (creador de la Paramount), W. Fox ( creador de Fox), Louis B. Mayer y los hermanos Warner (creadores de Warner Bros.). Estos no crearían sus respectivas compañías hasta los años 20, las cuales se impondrían sobre las primeras empresas de los años 10 que, a pesar de tener el control de las patentes, fueron perdiendo relevancia.

## Fin del trust
Gracias a la denuncia contra el trust, acusado de haber actuado como un monopolio perjudicial para el comercio libre, la Motion Picture Patents Company y su División General se vieron obligadas a disolverse. El 1917 el Sherman Anti-Trust Act acabó de forma total con el control de Edison.

## Guerra del trust contra la evolución
El trust no solo supuso una guerra de patentes sino que se oponía a la dirección que estaba tomando el cine. El trust defendía el cortometraje y negaba el Star-System. Los independientes, en cambio, apostaban por un cine basado en las estrellas (cómo es el caso de Laemmle y Zukor) y el largometraje. Por lo tanto, no era únicamente una guerra comercial sino que estaban en juego los formatos, la creación, el consumo, etc.

## Consecuencias de la Guerra de patentes
A raíz del dominio de Edison, muchos independientes rebeldes decidieron trasladarse a su centro de operaciones, situado en la costa Oeste, en Los Ángeles, con el objetivo de alejarse de Edison y su equipo de abogados. Además, el clima y los grandes terrenos lo convertían en un lugar más adecuado para llevar a cabo sus películas. Fue así como nació Hollywood.
Hay que destacar que estos mismos independientes que se oponían al monopolio de Edison se acabarían convirtiendo, más tarde, en grandes empresarios que formarían la segunda mayor oligarquía del cine.
Actualmente, Hollywood intenta frenar el nuevo uso del audiovisual emergente para proteger su negocio, tal y como hizo en su día Edison, animando SOPAs y PIPAs.